# WWE Survivor Series (jeu vidéo)
Cet article concerne le jeu sur Game Boy Advance. Pour le pay-per-view annuel, voir Survivor Series.
WWE Survivor Series est un jeu vidéo de catch professionnel développé par Natsume et publié par THQ pour console portable Game Boy Advance. Il se base sur le pay-per-view annuel du même nom, Survivor Series, organisé par la société américaine World Wrestling Entertainment (WWE). Il s'agit de la suite du jeu vidéo Road to WrestleMania X8. WWE Survivor Series est également le dernier jeu WWE à être commercialisé sur console Nintendo jusqu'à l'arrivée de WWE SmackDown vs. Raw 2008 sur Nintendo DS en 2007.
Deux ans après la dernière sortie du précédent opus sur Game Boy Advance, les personnages changent, varient et présentent huit catcheurs de la branche Raw, et huit de la branche SmackDown!. Le mode histoire a été revu puis inclut la Brand Extension de 2002, permettant au joueur de changer de branche.

## Accueil
WWE Survivor Series est moyennement, voir négativement, accueilli par l'ensemble des critiques et rédactions. Frank Provo de GameSpot attribue une note de 5,6 sur 10 expliquant que le jeu « est une réplique exacte de WWE Road to WrestleMania X8. » GameRankings attribue au jeu une moyenne de 52,62 % basée sur 13 critiques ; Metacritic attribue une moyenne de 55 % basée sur 12 critiques. IGN attribue une moyenne de 6 sur 10. GameZone attribue une note de 4,5 sur 10.